# X JAPAN
X JAPAN是20世紀末在日本組成的五人男子搖滾／重金屬樂團，音樂作品銷量超過五千萬張，音樂風格主要是交響金屬元素的力量／速度金屬，隨著時間推移，他們發展成具備前衛搖滾元素的樂團，並擅長詮釋澎湃情歌。樂團在1988年實現了獨立音樂界的巨大成功後，才決定與主流唱片公司簽約正式出道。他們是日本視覺系文化的開山始祖，也是日本最具劃時代意義的傳奇樂團，對往後音樂世代具有相當的影響力。2007年，《滾石雜誌》將他們的出道專輯《BLUE BLOOD》列為日本史上百大搖滾專輯第15名。
1982年創始於日本千葉縣館山市，原名「X」；1992年改名為「X JAPAN」，主要成員為鼓手YOSHIKI、主唱TOSHI、吉他手HIDE、吉他手PATA、貝斯手TAIJI、貝斯手HEATH、吉他手SUGIZO。樂迷通常以「X」稱呼他們，並以「WE ARE X」自稱或作為精神口號。1997年4月因主唱TOSHI以音樂取向不同而退出，在無法找到後繼主唱的情況下，9月22日樂團宣布解散，12月31日在呼聲中舉辦解散演唱會。次年吉他手HIDE離世，解散期間知名度未減反增。2007年樂團復活，2009年展開亞洲巡演，2010年展開北美洲巡演，2011年展開歐洲、南美洲與東南亞洲巡演。
該樂團是日本史上第一個以獨立製作專輯打進主流唱片排行榜的搖滾樂團、日本地下音樂界獨立搖滾專輯的銷售紀錄保持者、第一個正式專輯銷售破百萬張的視覺系搖滾樂團、第一個參加NHK紅白歌唱大賽的視覺系搖滾樂團、第一個連續三天在東京巨蛋舉行演唱會的藝人。他們被公認為日本視覺系樂團的代表，創造出90年代日本的視覺系風潮，影響深遠。
X JAPAN之所以被稱為「傳奇」、「神話」，是由於出道以來，在極短的時間裡就得到了全國性的高人氣，專輯也衝破百萬枚銷量。出道未滿一年已有能力登上日本武道館、未滿一年半已能塞滿東京巨蛋，並演出13次、未滿兩年就開搖滾樂團先例登上了國營電視節目《NHK紅白歌合戰》，且出場5次。這些驚人且無前例的紀錄僅花八年時間就達成，卻在1997年閃電解散告終。

## 名稱由來
樂團最初的名字為TOSHI取的「（X ─ 迷幻狂暴：視覺衝擊之罪）」因為當時流行長的團名。後來YOSHIKI為了與眾不同，同時因字母有著“未知數、未知事物的意思，而且還象徵著無限的可能性”的意思，所以改為的一字團名。成軍之初有著“有正式團名之前先使用假名”、“在比賽宣傳册上一個字會更引人注意”這樣的想法。1992年進軍海外時為了與美國同名樂團區別，改名為。
此外，日本視覺系雜誌《SHOXX》創刊前，後來的創辦社長星子誠一約訪HIDE，請他介紹X這類樂團的音樂風格。HIDE以X JAPAN原團名裡面提出「Visual Shock」一詞，建議星子先生使用「視覺系」來代表X這種新類型的樂團。「Shock」也成為該雜誌創刊後的取名字源。

## 歷史

### 學生時期與樂團組建（1978－1983年）
在幼兒園時期一起長大的TOSHI和YOSHIKI，在小學五年級時討論到美國硬式搖滾樂團「接吻樂團」，六年級時約定要共組樂團。他們到了中學時代便組成「DYNAMITE」（1978–1980年）和「NOISE」（1980–1982年），主要是翻唱接吻樂團的作品。1980年「NOISE」在初中的畢業生歡送會上首次進行了演出，當時樂團主唱是別所中學的學生，TOSHI的位置是吉他手。後來兩人進入當地的安房高中後繼續進行著樂團活動，之後由於學校人數過多，一些成員被迫轉到新學校。
「NOISE」成員打散後，TOSHI才開始改擔任主唱。1982年夏天，在他校成員加入後開始組建了「X」。X在當時YAMAHA主辦的音樂大賽中開始成名，第一首原創音樂〈I'LL KILL YOU〉的原型曲是在這時候披露的。本來預定在高中畢業後將接受武藏野音樂大學推薦入學的YOSHIKI，在入學考試一週前接受TOSHI的邀請，放棄升學而選擇和TOSHI離開家鄉館山市，到東京經營搖滾樂團，YOSHIKI在東京也到弦樂專科學校學習。TOSHI曾說：「如果沒有那個人（YOSHIKI），我認為自己一定會走上完全不同的道路，是玩音樂還是做什麼我也不知道。以我自己的才能，勉強的去做這些事，我沒有那種自信。」

### 東京地下時期的發展（1984－1988年）
1984年3月，到東京後的兩人，在無任何門路的情況下尋找著樂團成員，根據著音樂雜誌上的資訊尋找演出地點（展演空間）。1985年還在摸索如何管理樂團。同年6月，首支單曲〈I'LL KILL YOU〉由DADA唱片出版發售，一千張全部賣完。10月，貝斯手TAIJI以替換創始吉他手為條件加入樂團，但12月時因對曲子太過龐克且不夠重金屬而離開。1986年初，YOSHIKI在母親出資三百萬日圓的協助下，設立了自己的唱片廠牌EXTASY唱片，接著在4月自主製作發售單曲〈ORGASM〉，兩千五百張也全部賣完。在這個時候X已經有了一批固定的樂迷，但樂團成員中除了YOSHIKI和TOSHI外，其他位置的成員卻不斷變更著。同樣在4月，X於「橫濱第七大道」舉行「ORGASM發行紀念演出」。在這次演唱會後，YOSHIKI和HIDE首次正式交談。5月，首次的巡迴演出「ORGASM巡演」開始，半年內分別在大阪、橫濱、東京等地進行了九場正式的演唱會。
直到1987年2月，樂團成員才固定下來。一度加入並退出的TAIJI在1986年11月再次加入。在錄製合作專輯《SKULL THRASH ZONE Vol.1》時，請來PATA支援。而後，1987年初、當時是地下界知名樂團的「橫須賀劍齒虎」解散，其原團長HIDE原本下決心回老家橫須賀當美容師，被YOSHIKI在電話中勸說，幾天後加入了X，PATA頂替因交通事故不得不退出的ISAO正式入團，至此組成了日後大紅時的五人陣容：鍵琴及鼓手YOSHIKI、主唱TOSHI、吉他手HIDE、吉他手PATA、貝斯手TAIJI。
當時的X作風極端，在重金屬中加入龐克和古典樂，對樂評人和商業唱片公司相當排斥（他們會在演出時將不禮貌的樂評人趕出會場），並且堅持上電視演出，招來圈內相關人士和其他樂團的挑釁、攻擊與嘲笑，幾乎與整個日本搖滾樂界為敵。有記者問YOSHIKI為何要上電視，他答：「請大家思考上電視的意義，搖滾樂如果不和其他音樂站在同一個擂台上，就不會進步。我不想譁眾取寵，也不只是為了更受歡迎，而是希望搖滾樂成為每個人都能欣賞的音樂」。
後來X出演了日本電視台的綜藝節目《天才北野武之元氣電視！》，還穿著舞台服參加《重金屬運動會》，造成了相當的話題。這個節目組還企劃了現場實況節目，TAIJI在一家餐館前的人行道上噴火，YOSHIKI在狹窄的店內打鼓、HIDE彈吉他，TOSHI向店內用餐的客人喊著「吃啊~」，成員們高速演奏著〈ORGASM〉，另一邊是表情困擾的店主和默默吃飯的女性客人，在不到一分鐘後新裝修好的店就被他們破壞了。實際上在每次演出時YOSHIKI會在展演空間內進行著噴火、放鞭炮、破壞東西、把吉他亂摔、將鼓座徹底的破壞、放火燒電線等各種暴走行為。演出時在鼓上澆入汽油點燃、從天花板撒網抓住觀眾、甚至衝到台下與人打架，最後被多個展演空間和居酒屋禁止進入。當時只要有搖滾模樣的人進居酒屋時，店員都會提防YOSHIKI是否在客人中，甚至在他們巡演時有越來越多的店家公告「禁止金色長髮的男子入內消費」。
但出演電視後，X的知名度立刻在全國廣泛的傳播開來。同時X在酒席上討論著「要做其他樂團做不了的事」，在那個試聽帶大都沒有附贈品的時代，X卻向樂迷免費贈送了一千卷宣傳錄影帶《XCLAMATION》。和其他樂團相比，X對自己的推廣行為非常積極，雖然他們很受樂迷歡迎，然而音樂界的評價卻十分嚴厲。有媒體嘲笑他們為「沒出息的化妝樂團」、「日本三大垃圾樂團之一」。搖滾樂界內也批評他們是「搖滾界的恥辱」、「X不可能正式出道」。不被外界所接受的他們，仍然非常努力的貫徹信念：「無論如何，也要華麗的搞搖滾」、「越是要求我們規矩的做音樂，我們就會加倍逆反、做得更誇張」。因為成員們有著「不想輸」、「要評論家們回頭看」這些強烈的想法，花了比別團更多的金錢在建立口碑與吸引人氣上（金錢不足往往是其他樂團的瓶頸），陸續製作錄影帶和貼紙等宣傳品。不過，由於當時X沒有屬於任何唱片公司或經紀公司，所以全部費用都必須由成員支付，為此成員們不停湊錢，居無定所，五個人曾經分吃兩碗拉麵，甚至曾在公園露宿過夜。這時候，在出演搞笑節目時他們還說出：「無論做多好的音樂、如果沒人聽也沒意義」，成員們並判斷「知名度是必要的」，並且YOSHIKI也宣稱還不打算和商業唱片公司簽約，他曾表示：「隨便那些人怎麼說都可以，如果不對他們言聽計從，就無法正式出道，那就當一輩子獨立樂團也無所謂，就算是獨立樂團，只要讓大家聽到不輸給主流音樂的歌，讓專輯大賣，不就好了」。1987年12月26日，為了學習和累積經驗，參加了SONY唱片公司的新人選拔大會，獲得了一個「值得栽培獎」。
1988年4月，自主製作的地下專輯《VANISHING VISION》，由YOSHIKI自己的獨立廠牌EXTASY唱片發售，初回版在一周內就售出了一萬張，這個數字已擊敗許多主流歌手，在當時的日本地下音樂界是巨大事件、乃至整個日本樂壇。X獲得了「有著高音樂性的正統派重搖滾樂團」的評價，也奠定了X在日本重金屬搖滾樂界的基礎，並成為日本地下樂界的紀錄保持者，在榜47週，最高排位19名，截至1998年的累積銷量超過八十萬張。他們成為日本史上第一個以獨立製作專輯打進主流唱片排行榜的搖滾樂團。
1988年6月2日至7月26日展開「VANISHING巡迴」演出。從東京出發，總共在大阪、廣島、橫濱、大宮、名古屋、札幌等19地演出22場LIVE，場場門票都成功完售。接著，在同時有多家主流唱片公司的邀請簽約的選擇中，於1988年8月，與當時剛剛成立的CBS/SONY（現日本索尼音樂娛樂）簽下唱片合約。

### 選擇與SONY簽約（1988年）
在準備向主流進軍時候，多個主流唱片公司為和X簽約展開了爭奪戰。當時《VANISHING VISION》等出道後再發售是可行的，但是YOSHIKI判斷出：「我們必須要在地下時期留下足跡」，而堅持由EXTASY唱片這個自主廠牌發售。之後，在和X爭奪簽合約的公司中由當時各方條件最不好的CBS/SONY勝出。
關於X和SONY簽約的理由，是因為其他公司傲慢的態度，其他公司開出的條件是「染回黑髮、做正常的打扮就給你們出唱片」。這種橫加干預使成員內本就對主流公司的反感更加劇烈：「才不想為了合約低聲下氣，我們幹麻要給一大堆陌生人審核！」。在交涉中YOSHIKI擔任著冷靜處理的角色，他告訴成員們：「要讓世界上更多的人聽我們的音樂！」。
實際上，和X簽約的SONY公司一方也讓X看到了他們的積極和誠意態度，當時新人發掘部門的星探津田直士經過多方勸說使之為X成立了特別企劃團隊，並由津田擔任總負責人。非常欣賞X的津田，告訴成員們：「發行唱片、銷售量達一百萬張，東京巨蛋公演、拍攝影片！你們一定沒問題，一定可以實現這些的」。這正好是YOSHIKI不斷提出的目標。由於津田的認真態度，他逐漸贏得了成員們的信賴。

### 正式出道與征服東京巨蛋（1989－1992年）
1989年3月16日，在澀谷公會堂舉行出道前的最後一場'地下演唱會'「藍血巡迴演唱會」。4月21日，由CBS/SONY發售的專輯《BLUE BLOOD》成為X主流出道的標誌。日本最大的音樂排行榜公信榜統計初登場獲得第四位、在1989年底前售出了六十萬張的記錄。在當時音樂業界以萬計為單位、歌謠曲風與偶像歌手盛行，特別是主流廠牌的搖滾樂團最多只賣出十萬張的年代，X的銷量記錄是絕對驚人的。這張專輯的文宣底稿寫著「X改變了主流音樂」，是成員自己想的句子。X積極出演包括朝日電視台招牌音樂電視節目《MUSIC STATION》在內等各種音樂節目，給很少見識華麗搖滾樂團演出的觀眾強烈的刺激，同時其良好的音樂功底也開始被世人注目，這個時期對於X在媒體上的曝光，音樂業界有著截然相反的兩種評價。
然而YOSHIKI因過度打鼓引發了身體上疾病的事故，包括胸、肩、手腕的肌肉炎症以及哮喘全面發作。同年11月23日，在澀谷公會堂的演出中，身體極端惡劣的YOSHIKI倒下，醫生診斷YOSHIKI患了「過勞性神經循環無力症及頸椎支障症候群」，之後的演出全部延期。從這個時候開始，YOSHIKI的手腕以及頸椎的舊疾逐漸成為了樂團事業的不定時炸彈。12月，在YOSHIKI沒有出席的情況下，X獲得了TBS電視台第22屆日本有線大獎「最佳新人獎」、第4回日本金唱片大獎「年度最佳新人大獎」和公信榜「年度單曲銷售新人第一名」等多個大獎。
1990年2月，樂團首次登上日本武道館演出，同時也代表YOSHIKI復出、去年中斷的「玫瑰與血巡迴演唱會」再次展開。巡演終場是5月7日和9日在日本武道館、大阪城音樂廳的演出。會後在後台召開了緊急記者會，向媒體表示：「沒有做出幾首滿意的曲子，我們是不會回日本的」。X為錄製新專輯，6月開始便停止所有活動遠渡美國洛杉磯，從舞台上暫時消失。但是在本人不在的情況下，成功舉行了一系列前所未聞的影像音樂會，此時X已經成為了一種社會現象，更大規模的在日本全國傳播。在美國長期錄音下、X最高速度曲〈STAB ME IN THE BACK〉的錄製後YOSHIKI頸椎異常，因椎間盤突出症病倒。YOSHIKI連續三天只能病臥，使得之後的錄音計劃大幅延期。本來預定在1991年7月一起發售的《ART OF LIFE》也因錄製問題無法收進專輯。
1991年3月，樂團的影像作品《VISUAL SHOCK Vol. 2.5 CELEBRATION》獲得第五屆日本金唱片大獎「音樂錄影帶大獎」。6月，X成員們歸國，在成田機場內聚集超過一萬兩千名樂迷接機，成為一時佳話。7月1日發行第三張專輯《Jealousy》，獲得公信榜最高第一位記錄，它超過一百萬張的紀錄，日後被稱為「日本搖滾史上的經典」。8月23日首次在東京巨蛋演出。10月24日，在巡迴演唱最後一個地點橫濱體育館公演，YOSHIKI在鼓獨奏的中途因「急性氣管炎」而倒下，迫使演唱會中斷，YOSHIKI被緊急送進了醫院。10月29日，YOSHIKI重新登台，在日本武道館舉辦了EXTASY唱片旗下樂團同台的「91年EXTASY音樂節」。同時，新宿的小田急百貨公司期間限量販賣X的商品，日清食品公司出品的X牌泡麵也發售，X迎來了媒體注目的更高階段。
12月8日，在NHK大廳舉辦日本首場搖滾樂團與管弦樂團合作的「X與管弦樂團」演出。接著12月20日，在日本武道館舉行的「X影像音樂會～鮮血玫瑰～」上，五名成員無預警親自登場。12月31日首次出演NHK紅白歌合戰，演唱〈SILENT JEALOUSY〉，成為名留日本歌唱史的劃時代創舉。至此，首開先例的X已經成為日本的代表樂團。1992年1月5到7日，在東京巨蛋舉行「東京巨蛋三日公演～朝向破滅～」演唱會，是第一次有日本藝人在東京巨蛋連續演出三天，三天下來共擠滿了十五萬人次的觀眾。這時他們出道還未滿三年，便已經站上日本樂壇的頂峰了。

### 貝斯手突然退出（1992年）
但接下來，貝斯手TAIJI從樂團退出。在1月31日的《MUSIC STATION》節目內的短片中，由TOSHI宣讀貝斯手TAIJI的脫退聲明：
- 「這是活動停止中的X。雖然發生了很多事，但東京巨蛋的三日演出也順利結束了。回來日本後，全部的巡演也完成了。支持我們的樂迷和各位工作人員，如果沒有你們及所有相關人員的支持，我們也絕對不能夠完成。請讓我們衷心的說聲感謝，真的非常感謝。雖然很突然，不過我們在這必須宣布一件事。其實，1月7日在東京巨蛋做最後公演的貝斯手TAIJI和我們四人，決定向不同的目標前進。曾經想過解散，不過為了我們自己，也為了TAIJI、而且我們想為樂迷繼續樂迷們的樂團X。所以做了這樣的決定。關於這件事，樂迷都持不同意見，我們都有想過。不過這件事，我們是認真考慮過才決定的。現在什麼也不能說，因為沒什麼可說了。全部的答案將於X復活之時明瞭，以那時的音樂家、藝術家，我們想以音樂來解答。相信TAIJI的想法也和我們相同的。從現在起分別、各自有新的開始，請大家守護我們四人、以及TAIJI。  X一同 (YOSHIKI、TOSHI、HIDE、PATA)」[16]

而在多年以後TAIJI所著的書籍中寫道，是在YOSHIKI的要求下離開樂團。其原因在於TAIJI要求樂團內部平等決策、均分版稅，因此導致與YOSHIKI矛盾漸漸積累。TAIJI在書中稱：「我想，關於我離團的一切起因，都是源自於一個最直接的原因：『金錢』。當時總是成日主張著：『所有版稅收入都應該要平分成五等份』的我，或許變成了一個令人很厭煩的人了吧？！」。此外TAIJI也認為自己：「沒有辦法接受任何的妥協，我所做的一切，全都只因為我愛X」。然而TAIJI也暗示YOSHIKI也可能受到來自公司方面與外部勢力的壓力。「不過，我真的希望這不是YOSHIKI他們所做出的決定。我也想過，或許是因為還有著其它什麼在暗地裡秘密運作的外在強力原因所決定的」。
在YOSHIKI的半自傳《YOSHIKI／佳樹》中也寫著，YOSHIKI在1992年跨年的凌晨，平靜地告知TAIJI已被樂團開除。一直到1998年再次見面的時候，經歷過遊民生活的TAIJI已完全判若兩人。

### 改簽華納音樂、進軍海外、改名與新貝斯手加入（1992－1994年）
關於和SONY公司解約有很多說法。一種說法是1992年的3月，X對SONY公司以YOSHIKI「對這樣的合約不能接受」為理由拒絕更新續簽合約。1991年發行的專輯《Jealousy》錄製時因為YOSHIKI的頸椎損傷而使錄音時間大幅增加、同時錄製費用也高的驚人，在對向世界進軍的經費問題上，樂團與公司的差異很大，考慮到X的人氣，SONY公司的忍耐已經達到了極限。另一種說法是，SONY公司單方面想和X繼續簽約，但是X方面因SONY公司曾插手成員內部問題而拒絕簽訂新合約。關於這個事件，真實情況仍舊不明。合約到期後，X經歷了一段沒有唱片公司和沒有經紀公司的時期。
在SONY公司合約期滿的X和新廠牌討論、簽訂合約時，新任貝斯手的試音工作也在同時進行著。1992年夏天，和華納音樂集團簽訂了進軍世界的合約。8月24日，樂團成員在美國紐約洛克菲勒中心召開了記者會。宣布海外市場將由「大西洋唱片」、日本市場由「MMG」（現「日本華納音樂」）發行作品。同時，公布新任貝斯手是HEATH。進軍世界時為了與美國洛杉磯的另一支同名樂團區別，改名為X JAPAN（剛開始時寫為X-Japan）。12月31日，在第43屆NHK紅白歌合戰中演出〈紅〉。另外，YOSHIKI除了替這年紅白的主題曲〈TEARS〉作詞作曲之外，節目中也有由他彈奏NHK大廳會場的管風琴，並由全部出場藝人隨之合唱〈TEARS〉的歷史畫面。
和華納簽約的最初，開始錄製本應收錄在《Jealousy》內的長篇作品〈ART OF LIFE〉。從1990年夏天的錄音工作以來，TOSHI的主唱部分錄製相當艱困，時常一天錄不成一句歌詞。除了樂團在美國「錄製中」之外，什麼消息也沒有傳回日本。直到1993年8月，第四張專輯《ART OF LIFE》才終於發行，初登場公信榜第一位。這首近30分鐘的史詩鉅作因為具有獨特的演奏曲風，被視為是日本特有的音樂範疇。
12月30日，樂團重返東京巨蛋的舞台，舉行「新型X第一彈～日本直擊跨年倒數～X JAPAN回歸」演唱會。在第一天的演唱會中，〈WEEK END〉曲畢，長年豎起金髮的TOSHI戲劇性的在一連串槍聲音效中倒下。當他再次出場時，一頭長髮已經放了下來。從第二天的演唱會以後，TOSHI便不再將他的長髮豎起。有評論家說，在這一刻，原先的那個「X」也已經隨著豎髮的TOSHI死去了。31日，樂團先在第44屆NHK紅白歌合戰演唱〈TEARS〉，結束後回到東京巨蛋舉行跨年倒數演唱會，在表演曲〈X〉進行的時候，因為巨蛋內五萬人隨著音樂的同時跳動，附近的居民誤以為發生了地震。自1993年底開始，東京巨蛋的年終演唱會成為X JAPAN的慣例活動。
1994年開始，X JAPAN減少了公開活動，取而代之的是成員們的個人音樂活動。在5月底由聯合國教科文組織主辦的奈良東大寺「94年偉大音樂節－二十一世紀的音樂遺產」活動，除了隨著YOSHIKI和英國皇后樂隊鼓手羅傑·泰勒合奏〈Foreign Sand〉之外，X JAPAN也表演了兩首曲子。之後便沒有顯著的樂團活動，因為全部成員都將根據地移往洛杉磯，進行錄音工作，而減少在日本的活動量。12月29日，YOSHIKI在東京巨蛋裡總彩排的時候跌落舞台，救護車緊急送往醫院，經診斷為右臂三頭肌斷裂的重傷。醫生吩咐要絕對的安靜休養，但當天夜裡，YOSHIKI又回到巨蛋繼續做彩排工作。這次的傷勢相當嚴重，後來足足影響了YOSHIKI半年之久。12月30日、31日，「X JAPAN東京巨蛋兩日公演～青夜與白夜」於晚間開始，YOSHIKI連續兩天都忍著劇痛負傷演出。演唱會結束後，樂團在第45屆NHK紅白歌合戰上演唱〈RUSTY NAIL〉。

### 海外錄音、YOSHIKI的舊傷復發與巡演中止（1995－1996年）
1995年1月3日，如同去年一樣，為了新專輯的錄音工作，全員前往美國。成員們也在夏季時陸續剪去了長髮。與樂團活動平行展開的是各成員的個人活動相繼發表，逐漸和樂團自己的計劃漸漸有了衝突。只有身為製作人的YOSHIKI一人負責X錄製計劃管理工作，因此X的新專輯錄製緩慢進行中。本來作為《Jealousy》的後續，希望能盡快發行向世界進軍的專輯，但是樂團內部卻出現TOSHI英語發音的問題，他甚至到了邊吐血邊錄音的狀況（在錄製《ART OF LIFE》時，即使長時間的錄製主唱部分也不能滿意的YOSHIKI，曾使用電腦來修正發音），所以YOSHIKI無法將新專輯進行世界發售（原本打算製作為全英語專輯）。也因為長期的錄音，樂團與華納音樂集團的關係也逐漸變得惡劣。在簽約的四年內專輯錄製經費大幅超標，為了平衡錄音費用樂團只得不斷發表單曲。另外因為YOSHIKI的舊疾頸椎椎間盤突出症，使得多首像X時代的高速樂曲錄製也無法進行。
1995年11月，在新專輯仍然未能錄製完成的情況下，樂團突然發表久違的日本全國巡迴演唱會行程表，每一個表演地點都是運動場級別的大場地。11月29日，以山形市綜合運動場為起點，開始舉辦全國巡演「大麗花巡迴演唱會1995–96年」。考慮到YOSHIKI仍在空檔中飛往洛杉磯進行製作專輯的嚴峻情形，以一至兩週在同一個場地進行兩日演出，為基本計劃的行程安排。儘管如此，1995年12月，仙台市的兩日公演仍面臨了中止。12月30及31日，照慣例在東京巨蛋舉行「X JAPAN大麗花巡迴演唱會」兩日演唱會。第一日演出中的鼓獨奏時，YOSHIKI從設置在觀眾席中的昇降台，以纜繩吊著鼓座緩慢上昇的方式登場。在昇降裝置開始上昇的瞬間，纜繩斷裂，YOSHIKI從鼓座上跌落，幸運的是他並未受傷。
1996年3月13日，在名古屋彩虹大廳公演中，正在演唱會節目中打鼓的YOSHIKI突然感到劇痛、在舞台上無法動彈，他的椎間盤突出症再次復發緊急送醫，醫生警告他：「如果不停止打鼓的話，就有終生癱瘓的危險」。因病情急速惡化，YOSHIKI已經到了完全使不出任何力氣的地步，於是此後的演唱會全部取消。實際上18場公演中有7場演出時臨時中止的，特別是預定福岡巨蛋的演出本來從延期公演到最後不得不變成中止。YOSHIKI便回到洛杉磯，同時進行復健和專輯錄製的工作。
1996年11月4日，在經歷了長期的錄音後，第五張專輯《DAHLIA》終於發行，初登場公信榜第一位。但是專輯中的10首曲目中有6首已經先以單曲形式發售過了，因此成了精選輯。事實上，這次的專輯距離上一張專輯隔了五年又兩個月。對運作速度極快的日本樂界來說，在這麼漫長的一段時間中連一張完整的專輯也沒有，X JAPAN卻仍一直屹立在日本搖滾樂團的頂點，並維持著壓倒性的人氣。就在此時，TOSHI說出了「X令人窒息」的言論。12月30、31日，「大麗花巡迴演唱會終點站 1996 東京巨蛋兩日公演」舉行，第一日為「復活之夜」，經過九個月的休養復健，YOSHIKI終於重新登台，首度在脖子上戴了護頸。第二日則名為「魯莽之夜」，出乎觀眾意料的是，演唱會由YOSHIKI激烈的鼓獨奏揭開序幕。

### 主唱脫退與解散（1997年）
到了1997年，X JAPAN又如同前幾年的慣例般，完全沒有活動的消息。4月，主唱TOSHI走進位在洛杉機的錄音室，以音樂方向性不同為理由，向YOSHIKI提出退團的要求、脫退（外界長年誤解他因為被洗腦而退出，但多年後他出書證實，就算沒有被宗教團體洗腦，他也會因為家庭因素及在X JAPAN的壓力而導致退出）。6月，在無法找到後繼主唱的情況下，成員決定「暫時解散X JAPAN，待2000年時再重組」。9月22日，在日本《讀賣新聞》刊登全幅廣告發表解散通知，同日召開緊急記者會，宣布X JAPAN解散，舉國譁然。不過記者會上只有TOSHI缺席。對此，TOSHI表示：「聽說X JAPAN閃電般解散的消息，我無疑的充滿驚訝而且擔心的感覺。X JAPAN舉行解散記者會的事情，我事前完全不知道。但是現在X JAPAN已經不存在了……真的是非常的對不起」。
之後因為各方的壓力與樂迷的呼聲，作為對樂迷的“責任”，樂團決定在年底舉行最後的告別演出，同時HIDE說服YOSHIKI，邀請TOSHI參加1997年12月31日在東京巨蛋舉行的「最後之夜」，演出後，樂團以最後一次參加第48屆紅白歌合戰的表演，作為對全國公眾的正式謝幕。TOSHI在2014年回憶說：「彩排時，我和YOSHIKI一個字都沒講，和其他成員也沒怎麼說話。我不想站在那個舞台上，大概有五萬多人，感覺他們去那裡是要攻擊我的。他們不再是我的樂迷了，而是敵人。我感覺害怕極了」。這是樂團第13次在東京巨蛋演出，名義為樂團的暫別公演，最終卻也成為樂團最後一次的全員到齊。

### 解散後與吉他手的驟逝（1998－2006年）
為了等待“2000年的再結成”，各成員展開了個人活動。其中HIDE改以小寫的hide為藝名，正式將他先前的伴奏樂團組成「hide with Spread Beaver」，展開其積極個人音樂活動，是所有X JAPAN原成員中最活躍的，他曾表明是為了「要引開大家對解散的注意力，讓樂迷有新的寄託」、「X已經解散了，我現在要做的是，在樂迷還來不及感覺到悲傷的時候把他們向前推出去」。與此同時，很熟悉日本主唱的hide也不斷傳資料給YOSHIKI參考各個候補人選。然而就在1998年5月2日，hide突然逝世，告別式於5月7日、東京築地本願寺舉行，當天雲集五萬多人送別，離團七年的前任貝斯手TAIJI也和X成員重逢了。以下是YOSHIKI的追悼發言：
- YOSHIKI：「這次突然聽到他的死訊，我非常震驚，到現在感覺上都還是無法相信。現在hide以非常美麗的容顏睡著了，雖然不斷的想要把他叫起來 ，但是他一直睡著.......  hide在X JAPAN也是可以最冷靜的考慮各種事情的人，對於身為團長卻急性子又衝動的我，常常都可以給我確實的有幫助的建議。當然他在各式各樣的壓力之中他也是會有他自己迷惘的時候，但是他都會打電話給我。不論是關於樂團的事，或是人生的事，或是樂迷的事，什麼事都可以彼此討論。有時候像哥哥一般，有時候又像弟弟一樣。又，樂迷說的話和感覺，一直都是他向我轉達。無法很詳盡的用言語描述，但是他真的是一個很理性很冷靜思考的人。偶爾在喝酒的時候會互相吵架，但是第二天，他一定會跑來說『YOSHIKI，昨天我做了什麼啊？抱歉啦，我什麼都不記得了。』這類的話。但是這次他什麼都沒說，就這樣永遠睡著了。樂迷也是、他的朋友也是、大家都覺得很混亂。但是，我自己也沒辦法用言語描述這種悲傷的心情。我們在這種狀況之下，也只得不得不努力的接受現實。以他的父母為首，他的家人、他的朋友、現在大家都很努力（的活著），X JAPAN的成員們也非常努力。所以，也請樂迷們要好好努力，對於一直支持我們、鼓勵我們的hide，現在在我們和所有樂迷的力量之下好好的送他走吧！請以溫暖的心守護著他的長眠。」[16][57]

由於hide的死，使X JAPAN再結成的約定成為泡影（這是YOSHIKI在1999年6月《Feature》雜誌、2002年1月的《公信榜周刊》、2005年的《RO-25》雜誌等各種採訪中的發言）。X JAPAN也早早的成為了傳奇樂團。同時，和hide同樣是出身神奈川縣橫須賀市的前日本首相小泉純一郎，公開發表了「我是X JAPAN的樂迷」，2000年時為了紀念已故的hide，小泉捐出位在橫須賀的祖產土地，並向市民作出呼籲，募集資金成立了紀念hide的博物館「hide museum」，在同年7月20日正式開幕，由hide的弟弟松本裕士擔任館長。X JAPAN的名曲〈FOREVER LOVE〉在2001年曾時多次被小泉所屬的自民黨國政選舉廣告作為背景音樂。
但是在媒體報導方面，一邊是TOSHI的洗腦騷動事件，另一方面是YOSHIKI停滯了音樂活動，這都令樂迷們或多或少感到不安。特別是YOSHIKI在日本音樂界的消失，隱居美國，有兩年沒有進行公開活動和訪問。他成日不出家門、體脂肪率低於6%、罹患不眠症，他的情緒因過於悲痛而出現畏懼人群的狀況，曾求助心理醫師，最後住進醫院。這是因為他深深信賴的hide驟逝、所造成的巨大精神刺激而影響的結果。2009年他回憶說：「（那兩年間）覺得全部都是自己的錯，想要消失掉。我只要聽到X就覺得痛苦，不想再聽。只要稍微觸及到一點過去的事情，眼淚就怎麼也止不住。也變得不想於公眾場合出現」。
hide逝世後，讓他重回世人眼前的轉機在1999年11月，YOSHIKI受日本皇室欽點，創作並在皇居外苑演奏了天皇在位十週年奉祝曲〈Anniversary〉，贏得了來自現場一萬五千多名聽眾的喝彩和掌聲。接著在2002年YOSHIKI在NHK電視台的節目中，談論了一些關於解散的話題。關於解散的直接原因——TOSHI，他自我反省說：「把TOSHI的聲音當道具在使用」。關於這次節目，當時的TOSHI說：「沒看電視所以並不知道」。
不止是在日本國內，特別是在東亞和東南亞，X JAPAN都有著相當高的人氣。韓國把〈TEARS〉作為電影《我的野蠻女友2 蠻風再現》的插曲，這是日本文化在韓國解禁後，韓國電影首次使用日本語音樂。在樂團解散期間，適逢網際網路在全球範圍的興起（尤其是影片分享網站YouTube的擴散），他們留傳下來的音樂和故事，增加了大量海外樂迷，且不受國籍和語言的限制。此外在歐洲，X JAPAN的音樂也被許多樂團模仿，特別是X JAPAN的樂迷們有很多是在他們1997年解散後，才知曉樂團故事的年輕一代。

### 復活重組（2007年）
在2007年樂團的復活成為了一個話題。TOSHI在同年2月10日的個人網站上明確寫著：「有意願跟YOSHIKI重返樂界」，22日在接受媒體訪問中表示，解散的這些年很懷念從小到大與YOSHIKI共事的時光。2月24日，YOSHIKI在自己的部落格上證實了TOSHI發表的消息，但YOSHIKI仍在猶豫。在兩人共同友人小室哲哉的Myspace網頁上也用英文說到了再結成的有關事項。
3月21日，TOSHI在官網寫了他去洛杉磯找過YOSHIKI，兩人再次聯繫上，也公佈會以新曲〈WITHOUT YOU〉重返樂界。而這首歌也就是收錄在2005年YOSHIKI個人古典專輯《Eternal Melody》中、YOSHIKI對hide追悼的〈WITHOUT YOU〉。6月2日，TOSHI在記者會中說，X JAPAN將於年底復出，計劃已經在進行中。6月5日，YOSHIKI首度親口證實X JAPAN會在今年復活，正積極醞釀復出。7月28日，YOSHIKI在雜誌訪談中闡述復出計畫的緣由，但只是想為X JAPAN畫上美麗的休止符。
10月18日，X JAPAN官網公布緊急通知，正式發表樂團活動再開的消息。消息中說明X JAPAN將公開拍攝新曲〈I.V.〉的音樂錄影帶，地點為東京都港區台場的水之城購物中心屋頂，並且〈I.V.〉已經決定作為好萊塢電影《奪魂鋸4》的主題曲，這首歌表明了X JAPAN在世界範圍內出道的期望和決心。以hide生前錄下的吉他音源經過再加工後，作為X JAPAN五人的新曲製作完成。由於這是進軍世界的重要作品，在錄製時YOSHIKI也對TOSHI英語發音做了特別指導。
復活的X JAPAN在22日台場拍攝中，聚集了超過一萬人，並出動了救護車以防止意外發生，最後攝影圓滿完成。採訪鏡頭前的四人中，YOSHIKI抱著hide的人偶、以經過十年X JAPAN仍然是五人樂團的面貌在公開出現。這次攝影強烈的表達出「要連同hide的份一起向世界進軍」。不光是hide的人偶，連舞台上hide所在的位置也被特別空下來，並擺上他1989年出道時常用的同型專用琴。《鬧鐘電視》和各家媒體都發表了YOSHIKI在攝影結束後的專訪，他當場宣布2008年的春季目標：「X JAPAN將在東京巨蛋復活公演」，YOSHIKI提到不只是春天的演唱會，今後X JAPAN將會繼續進行各種活動，包括新專輯的製作也會進行。接著，在電視專訪上YOSHIKI說到：「此次復出只是想美好的結束X JAPAN，所以樂團不會長期活動」。接著TOSHI在復活後的個人演唱會說到：「想要一邊做X JAPAN一邊做自己的療癒系音樂」。另一方面，重要的前成員TAIJI（澤田泰司）對此相關事件未作任何發表。

### 重新向世界進軍（2008年）

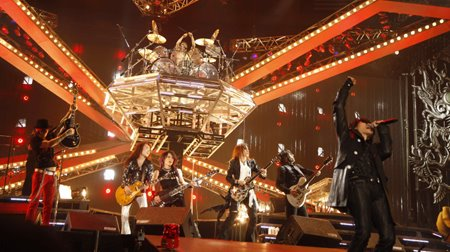
2008年3月東京巨蛋的盛大復活公演，客座吉它手理查·福斯特、SUGIZO與威斯·波爾蘭加入演奏的情形

就在復活之後，過去的演唱會實況影像也開始剪輯發行。率先發行的就是X改名為X JAPAN後的首次演出——東京巨蛋的跨年演唱會光碟《新型X第一彈～日本直擊跨年倒數～X JAPAN回歸》完全版。本來12月30和31日由特贈光碟組成的套裝盒組預定在1月發售，後來因為製作問題延期到2月29日，套裝盒組中的特贈收錄新拍攝的〈I.V.〉音樂錄影帶。YOSHIKI表示，今後要將過去的影像數位化，關於「大麗花巡迴演唱會終點站」和「最後之夜」的演唱會完全版也將在今後陸續發行。
2008年1月20日，YOSHIKI在澀谷蘋果公司零售店舉行記者會，宣布同年的3月28、30日將在東京巨蛋舉辦兩日復活演唱會。並決定在記者會的當天，開始接受門票預訂。1月23日，既定的十萬張門票全部售出，由於產生完全超出預期的市場反應，東京巨蛋方面決定開放臨時座位。另外樂團也決定在夏季追加公演，發表了海外巡演計畫——包括歐美和亞洲巡演的消息，復活演唱會定名為「X JAPAN 攻擊再開 2008 I.V. ～朝向破滅～」，這和1992年1月5至7日舉辦的東京巨蛋三日演出幾乎同名。28日為「破壞之夜」，30日為「創造之夜」，並強調這是五人的X JAPAN，HIDE也將在台上共同演出。記者會後，新曲〈I.V.〉在全球23個國家的iTunes商店上同時發售，這是X JAPAN以數位音源形式向世界進軍的表現。同日下午，在淘兒唱片澀谷店內，X JAPAN的成員們召開了僅160人的小型談話會，表示YOSHIKI和TOSHI之間的鴻溝已經和解。
同時在各種雜誌媒體和Myspace上的YOSHIKI專訪中，發表了「VIOLET UK」和今後X JAPAN方向性的構想，引人注目的X JAPAN的活動在〈I.V.〉的日語版和〈WITHOUT YOU〉的製作外，也會錄製新曲，並說到：「和當初的構想相比可能也會進行長期的活動」。後日，就在對復活演唱會的強烈反應下，東京巨蛋方面判斷座位數已經無法負荷，YOSHIKI決定在原本安排休息的29日追加公演，29日的演出以「魯莽之夜（無謀な夜）」命名。這是自1992年以來X JAPAN再次在東京巨蛋連續三日的演出預定。儘管加場，十五萬張門票還是被搶購一空。
就在復活演出當日，東京巨蛋的現場聚集了上萬樂迷，周邊商品發售區也排起了長隊。第一日的「破壞之夜」預計18時30分開場，但遲遲沒有開場，2小時20分鐘後，在〈THE LAST SONG〉的前奏下演出才開始。但是這樣一來，曲目順序就不得不大幅變化，〈ART OF LIFE〉演奏結束時，YOSHIKI體力不支立刻倒臥於鼓堆之中，演出被東京巨蛋方面強行終止結束，造成等待時間比演出時間還要長的特殊事件。第二天，YOSHIKI在「魯莽之夜」開演前的記者會上，表示關於第一天遲到的理由是「預定hide的三維影像設置機器不斷調整造成的，因為無論如何也想讓樂迷們看到hide的身影」。接下來的「魯莽之夜」和「創造之夜」都是準時開始。另外，在復活演唱會上，身為YOSHIKI和hide的摯友的SUGIZO，擔任客串嘉賓和樂團演奏了〈SILENT JEALOUSY〉和〈I.V.〉等歌曲。槍與玫瑰吉他手理查·福斯特、林普巴茲提特吉他手威斯·波爾蘭都受邀擔任客座吉它手加入演出。
2008年5月4日，在東京體育場舉行「hide追悼音樂節」，多個樂團進行連續兩日的接力演出。X JAPAN表演了〈WITHOUT YOU〉和hide的個人作品〈Pink Spider〉，並和月之海的成員們一起演奏了〈BELIEVE〉。當晚YOSHIKI與TOSHI在台上宣佈，亞洲巡迴演唱第一站將前往台灣演出。就在hide追悼公演後，6月因為YOSHIKI的宿疾頸椎椎間盤突出、膝傷及腱鞘炎復發，在醫生的建議下在洛杉磯靜養，原訂「7月5日巴黎、8月2日台北、9月13日紐約」的巡迴演唱會面臨延期。數月後，預定在同年11月22日巴黎舉行的演出計畫，又因為X JAPAN世界巡演簽訂了新的管理合約，而不得不再次延期。2008年12月31日，X JAPAN在赤坂BLITZ舉辦了「X JAPAN跨年倒數演唱會〜回歸初衷〜」，這次演出由富士電視台和DMM.com單獨播出，並且在全國13家東寶電影院中現場實況轉播。

### 海外巡迴演出、樂團的第六人與前任貝斯手的驟逝（2009－2015年）

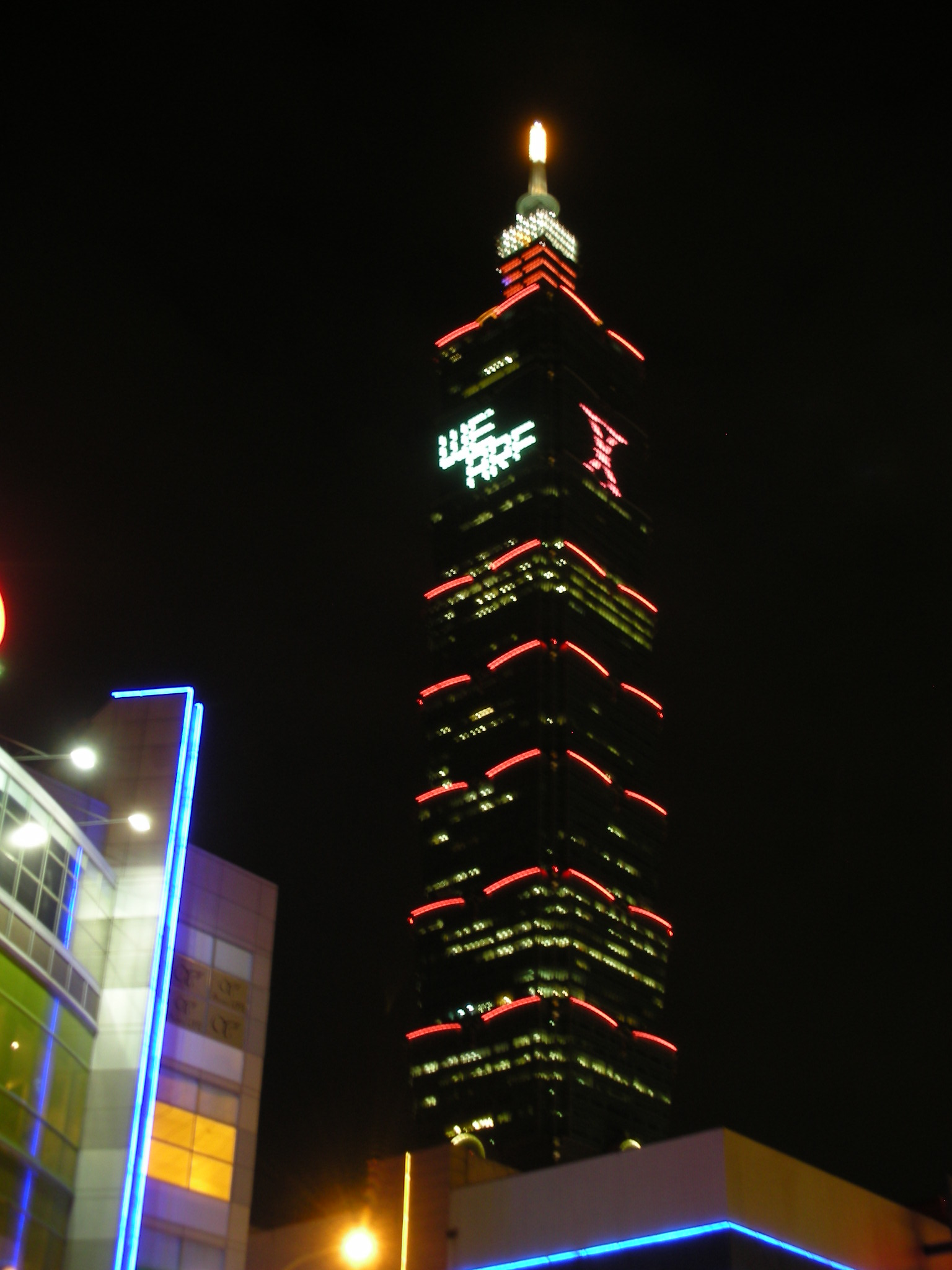
2008年，為了宣傳台灣演唱會，YOSHIKI抵達台灣，並在台北101點燈

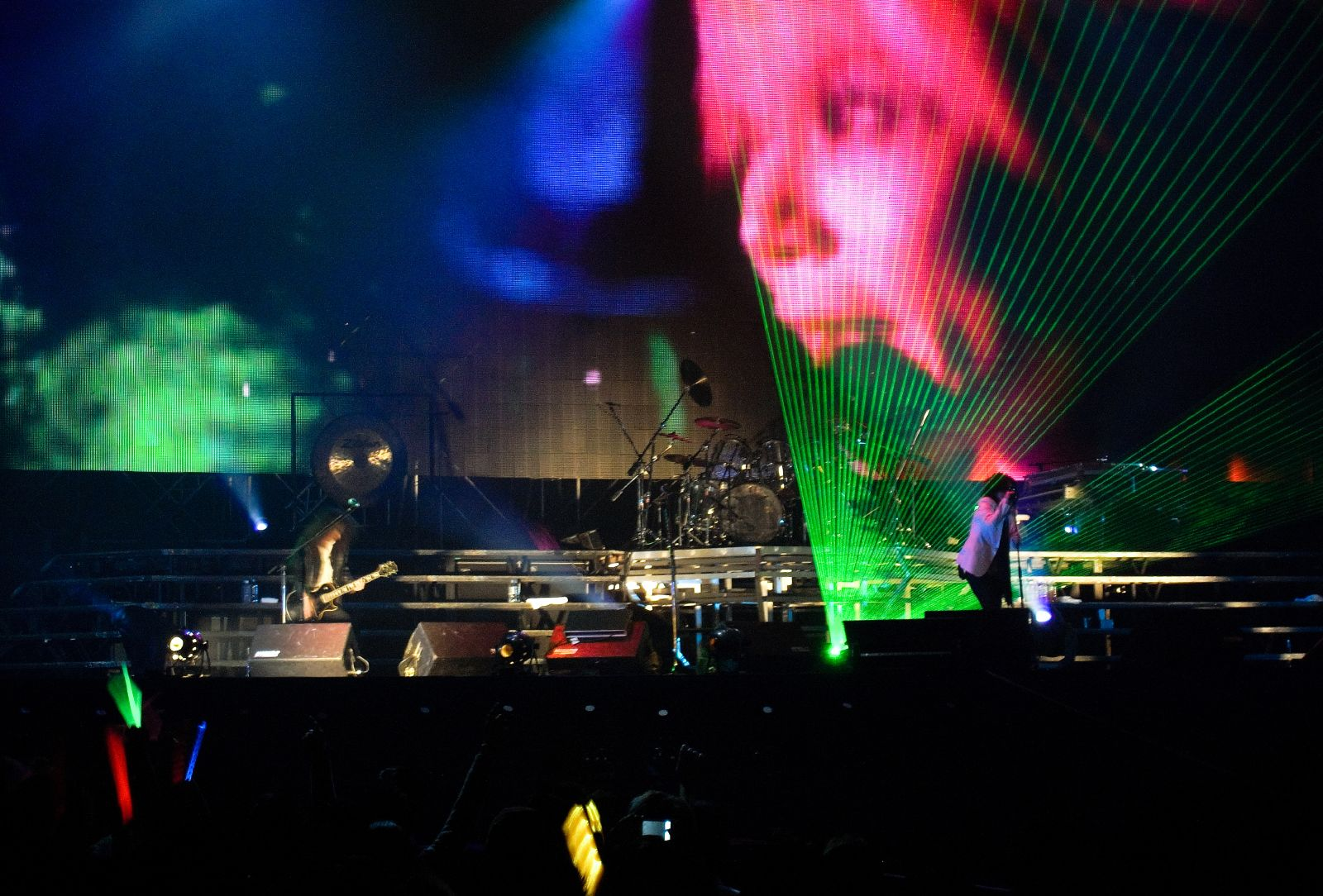
2009年，X JAPAN香港公演上的hide影像，儘管他已去世，他們仍然保留他在樂團的成員位置

在跨年演出結束後，世界巡迴在2009年正式開始。X JAPAN預計1月17日在香港亞洲國際博覽館進行首次的海外演出，命名為「X JAPAN世界巡迴香港公演」。17日的香港公演名為「破壊之夜香港站」，但12月18日門票發售後，當天就全部售完，根據這個巨大的反應，緊急決定在16日加開「破壊之夜追加公演」，演唱會還招待兩百名孤兒免費入場。香港公演結束後，發生了和HEATH有關的經紀契約糾紛，使得原本預定在2至3月舉行的台灣和韓國首爾公演延期，X JAPAN面臨貝斯手可能退團的危機。就在這次糾紛漩渦中，成員尚未明朗的情況下發售了5月2、3日東京巨蛋演唱會，名為「X JAPAN世界巡迴東京公演 ～攻擊續行中～」的門票，YOSHIKI發表“強行突破宣言”。
就在認為雖然HEATH退團也許是不可避免的時候，2009年5月1日公演迫近的前一天，HEATH直接發表不會退團，並在官網上對樂迷的擔心表示了歉意，同時自復活公演以來一直以支援樂手和樂團一起活動的SUGIZO，成為“樂團的第六人”正式加入了X JAPAN。在2009年的5月2日（hide忌日）和3日，以“六人的X JAPAN”進行了「無敵之夜」和「18回目之夜」的圓滿演出，演唱會也招待兩百名孤兒免費入場。這次公演除了〈I.V.〉和〈WITHOUT YOU〉以外，首次演出了第三首新曲〈JADE〉。5月30日，於台灣的台北縣立板橋體育場舉行演唱會「X JAPAN世界巡迴台灣公演 ～勢在必行之夜～」，吸引兩萬名觀眾。6月13和14日，YOSHIKI在北京和上海舉辦樂迷見面會，他表示當初X復活的時候並沒有想太多，只是想單純的開三場演唱會，但是樂迷太熱情了，所以就這樣一直走到了今天，如果樂迷以後仍一直如此的支持X JAPAN，那麼他們會繼續走下去。7月27日，YOSHIKI因左手麻痺喪失知覺，在美國加州比佛利山錫安山醫學中心進行頸椎椎間孔擴大手術治療。10月30日，TOSHI因嚴重肋間神經痛甚至無法發聲，宣布暫別歌壇調養。
2010年1月17日，TOSHI發表聲明，對妻子守谷香提出離婚調解，控訴HOME OF HEART集團斂財惡行，並脫離該集團製作人MASAYA。2月1日，YOSHIKI受邀出席第52屆葛萊美獎，並擔任評審。8月14、15日，於日本橫濱日產體育場舉行「X JAPAN世界巡迴橫濱公演 超強行突破 七轉八起 ～迎向世界～」巡迴演唱會首站，分別為「再會之夜」、「真夏之夜」。睽違18年半後，前任貝斯手TAIJI首次登場與X JAPAN同台演奏。9月25日至10月10日，於美國、加拿大等七個城市中舉行「X JAPAN北美巡迴」，YOSHIKI於巡迴期間曾一度暈倒於旅館內，也傳出罹患甲狀腺功能亢進症的消息。11月，與美國唱片公司EMI集團簽下三年合約。
2011年6月，於英國、法國、荷蘭、德國展開首次歐洲巡迴。7月17日，前貝斯手TAIJI於美屬塞班島不治身亡。X JAPAN的成員公開了他們的悼詞：
- YOSHIKI「突然得知TAIJI的噩耗，打擊到無法言語......還無法整理自己的心情。去年一起演奏的回憶，就像昨天發生似的。想到樂迷們的心情，胸口彷彿被撕裂..但是，這種時候我們必須堅強。往後必須連同TAIJI以及hide的份，一起負擔責任好好努力。希望偉大的貝斯手能安詳長眠。」
- TOSHI「這突如其來的噩耗讓我非常震驚且難以置信。現在無法思考其他事情。」
- PATA「出道前後的那幾年，一起度過猶如狂風巨浪般的歲月的夥伴已不在，令我感到非常遺憾。願他安息。」
- HEATH「突然得知噩耗，令我十分驚訝。因去年在日產體育場一起演出時，他曾對我說『有機會再一起演奏』，完全意料不到竟會得到這項通知。現在心裡充滿了無法形容的不捨與遺憾。衷心致上我的哀悼之意，願他安息。」
- SUGIZO「TAIJI先生是獨一無二、令人敬服的天才音樂家。日本樂界又失去了一位重要的靈魂人物。很難過..衷心希望這位經歷狂風巨浪般的人生、值得大家敬愛的搖滾樂手能好好安息。」

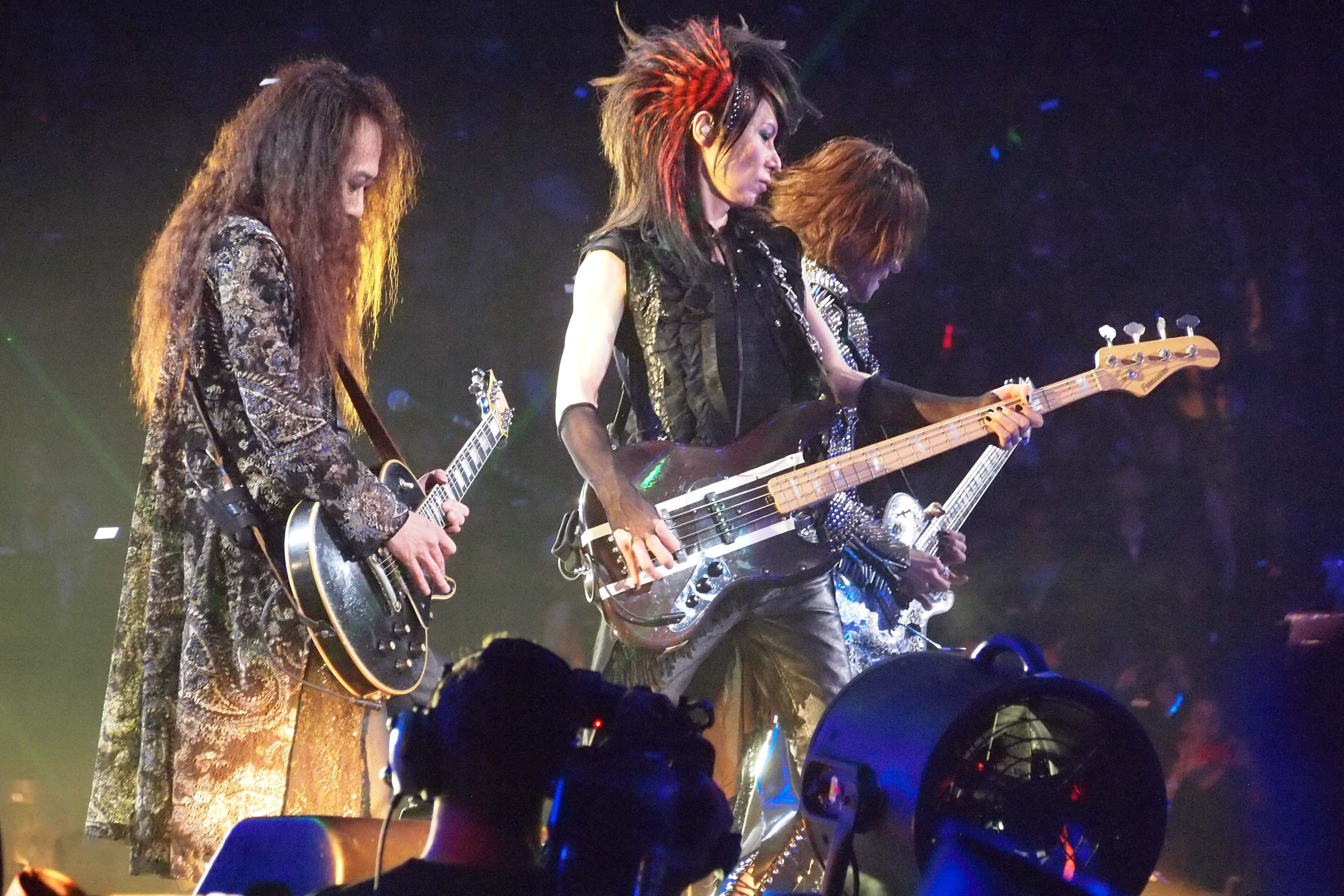
2014年，X JAPAN於麥迪遜廣場花園演出的情形，由左至右為PATA、HEATH、SUGIZO

2011年9月，於智利、巴西、阿根廷、秘魯、墨西哥展開首次南美洲巡迴。10月，於南韓、中國大陸上海、香港、台灣、泰國展開首次亞洲巡迴。2012年1月15日，YOSHIKI受邀為第69屆金球獎頒獎典禮譜寫、製作的正式主題曲，在典禮中向超過190個國家和地區直播。4月12日，X JAPAN獲得美國《左輪手槍》雜誌頒發2012年度「最佳國際樂團獎」。2014年7月，TOSHI的著作出版，他在書中自白為何從X JAPAN退團的始末，以及被妻子虐待、被宗教團體洗腦斂財的過程。10月11日，X JAPAN完成了紐約麥迪遜廣場花園演唱會。法國巴黎當地時間2015年7月4日，參加「日本博覽會」活動的YOSHIKI確認，樂團將於2016年發行全新錄製的專輯，這也是X JAPAN時隔二十年才發行的新錄音室專輯。2015年12月1日，舉行日本巡迴演唱會。

### 新專輯、紀錄片和日本巡演（2015－2018年）
2016年1月23日，X JAPAN首支紀錄片《WE ARE X：X JAPAN重生之路》首映，以挖掘X JAPAN靈魂人物、團長YOSHIKI的內心為切入點，敘述樂團的傳奇故事。2月3日，樂團宣布短期暫停活動，樂團事務所表示PATA因大腸憩室症及血栓症而入院，目前仍需接受點滴補充營養，不過現在已逐步康復。原定於今年3月12日在英國倫敦舉行的公演「X DAY」將會延期至2017年3月4日舉行，同樣原定於2016年3月發售的新專輯亦告延期推出，暫定明年初發行。
3月3日，發行紀錄片原聲帶《X JAPAN - We Are X》。紀錄片的主題曲〈La Venus〉也於2017年初由索尼音樂娛樂旗下的遺贈唱片發行為單曲，該曲獲第89屆奧斯卡金像獎提名最佳原創歌曲獎。3月4日，樂團登上英國倫敦溫布利體育館。3月17日，樂團宣佈將要再度舉辦「世界巡迴 2017 WE ARE X」演唱會，七月在日本展開，分別於大阪城音樂廳及橫濱體育館舉行六場，海外場次有待公佈。4月1日，YOSHIKI宣佈新專輯詳情，將命名為《X JAPAN》，是首張以團名命名的錄音室專輯，也是樂團自2007年復活後的首張新專輯，預定於6月30日推出，將收錄13首歌曲。然而，4月9日，YOSHIKI在個人推特網頁上表示「無法妥協」，原定在洛杉磯參與錄音的管弦樂團突然取消預約，以致專輯無法按原定進度趕上發行日期，樂團並未交代新專輯將延後至何時推出。
5月10日，官方緊急公佈，因YOSHIKI因頸椎椎間盤的傷患突然惡化，將於5月16日在洛杉磯接受頸椎人工椎間盤置換手術，受是次手術影響，原定在5月進行的活動均會取消，至於7月舉行的X JAPAN日本國內巡迴、原定8月與9月舉行的Yoshiki Premium Dinner Show、尚未公布而本應在洛杉磯展開的世界巡迴，現正在重新安排。待YOSHIKI的手術完成後，將會決定取消、延後還是如期舉行。
6月9日，樂團舉行緊急記者會，宣佈日本國內巡迴如期舉行，但將改以不插電形式舉行（這也是X JAPAN首次全程不插電的演出），定名為「X JAPAN WORLD TOUR 2017 WE ARE X Acoustic Special Miracle〜奇跡の夜〜 6 Nights」，YOSHIKI會彈奏鋼琴、不會打鼓，以減低對其頸椎造成的影響。而新專輯方面，YOSHIKI表示錄音工作已完成，在手術後兩天已回到錄音室進行編輯工作，但未交代實際發行日期。7月11至12日，「X JAPAN WORLD TOUR 2017 WE ARE X Acoustic Special Miracle〜奇跡の夜〜 6 Nights」在大阪城音樂廳演出；14至17日，在橫濱體育館演出。12月31日，樂團參加第68回NHK紅白歌合戰，YOSHIKI重執鼓棍，表演〈紅〉。
2018年4月10日至11日，X JAPAN復活10周年紀念「X JAPAN LIVE 2018 アメリカフェス出演直前 PREMIUM GIGS ～YOSHIKI復活の夜～」在東京Zepp DiverCity舉行，其4月11日場次在日本、香港、台灣、韓國進行直播。4月14及21日，X JAPAN參演美國加洲大型音樂節「科切拉音樂節」。9月13日，YOSHIKI參與日本外國特派員協會的新聞發布會，首次明確表示已完成X JAPAN的新專輯，但仍然要和經理人及管理團隊商討推出日期。

### 活動休止與貝斯手的病逝（2019年至今）
2018年9月30日，原先將於日本千葉市幕張展覽館舉行的巡迴演唱會為活動休止前最後一場以樂隊X Japan身份的活動。2019年7月30日，YOSHIKI預告於8月2日在直播上作出重大預告，明言與新專輯有關，然而之後突然宣告因與相關單位以及關係者的調整不足而需押後宣布訊息，暫時未知何時會再作公告。2020年6月左右，Toshi從他的官方個人資料中將所有與 X JAPAN 相關的帖子和圖片刪除。
實際上2007年重組後，各個成員的「簽約方式」都改為與隊長YOSHIKI旗下的音樂發行商簽約。2017年合約到期後，其他成員都續了約，當中只有Toshi沒有更新合約。由於其中一個原因為未支付保證金，所以直到2018年，X JAPAN的活動都是根據每場演唱會或歌曲簽約。由於這種簽約方式有麻煩之處，之後YOSHIKI都不再提供新合約，結果最終以樂隊名義進行的活動都一直處於暫停狀態。有唱片公司關係人曾表示：「Toshi即使正在進行個人活動仍然可以賺取收入，所以我猜他是否跟樂隊訣別了。」。
2022年12月13日HIDE生日那天，YOSHIKI宣稱：「X Japan充滿了障礙，但請放心。在我去HIDE所在的天堂之前，我會讓很多事情成真。」有媒體認為短期內不太可能看到樂團恢復活動。2023年10月29日，HEATH因癌症病逝。

## 獎項和提名
| 年份   | 頒獎單位            | 獎項                 | 獲提名       | 結果 |
| ------ | ------------------- | -------------------- | ------------ | ---- |
| 1989年 | 第22屆日本有線大獎  | 最佳新人獎           | 〈紅〉       | 獲獎 |
| 1990年 | 第4屆日本金唱片大獎 | 年度最佳新人大獎     |              | 獲獎 |
| 1991年 | 第33屆日本唱片大獎  | 流行歌曲和搖滾專輯獎 | 《Jealousy》 | 獲獎 |
| 2012年 | 左輪手槍金神獎      | 年度最佳國際樂團獎   |              | 獲獎 |
| 2013年 | Loudwire音樂獎      | 最忠實粉絲獎         |              | 獲獎 |
| 2016年 | 第89屆奧斯卡金像獎  | 最佳原創歌曲獎       | 〈La Venus〉 | 提名 |

## 音樂風格
X JAPAN的音樂植根於英美的重金屬音樂、華麗金屬、鞭擊金屬與龐克搖滾，他們受到接吻樂團、深紫、齊柏林飛船、猶大祭司、鐵娘子、摩托頭、彩虹、皇后樂團、披頭四樂團以及幽浮的影響。樂團的音樂特色是速度金屬、力量金屬和交響金屬（如〈紅〉、〈SILENT JEALOUSY〉），以及抒情搖滾（如〈ENDLESS RAIN〉、〈FOREVER LOVE〉）。樂團的許多歌曲都運用到管弦樂團，尤其是在時間較長的歌曲，如十分鐘的〈TEARS〉、〈CRUCIFY MY LOVE〉，以及二十九分鐘的〈ART OF LIFE〉。大多數歌曲以樂團的母語（日語）填詞，但許多情況下顯示，有些歌曲是參雜著日語和英語，如〈RUSTY NAIL〉中間的獨白和聲，以及〈WEEK END〉中都是。首張專輯《VANISHING VISION》中收錄的〈紅〉初版完全是英語歌詞。
X JAPAN的歌曲大部分是由YOSHIKI譜寫創作，其他成員的比重相對較少。Hide貢獻了幾首歌曲，如〈SCARS〉。而PATA則是〈White Wind from Mr. Martin ~Pata's Nap~〉。TOSHI的創作僅限於幾首歌的歌詞。TAIJI為一些歌曲貢獻了作曲，特別是專輯《Jealousy》中收錄的〈VOICELESS SCREAMING〉，並由他負責原聲吉他彈奏的部分。HEATH則在1996年專輯《DAHLIA》中與PATA共同創作了〈WRIGGLE〉。只有一首歌是五位成員共同創作的：〈EASY FIGHT RAMBLING〉，該曲收錄在1989年專輯《BLUE BLOOD》。一位較無知名度的地下時期成員JUN貢獻了〈TIME TRIP LOVING〉的作曲。據2010年日媒報導，SUGIZO已經寫了一些歌曲，但沒有進一步消息釋出。同年，YOSHIKI表示他們的新創作「幾乎是一樣的東西，也許會比較激情一點點」。然而在2014年，他特別指出，新的作品將和以往不同，並補充說：「聲音將會非常重、更旋律性、也更現代化」。
YOSHIKI的詞曲創作過程較不尋常，他在2016年表示樂譜會先於一切完成，然後樂團才開始演奏排練，包括吉他和鼓，之後如有必要再進行修改潤飾。他的創作風格趨向於運用前後相鄰八度的和弦，或者跨度更大的和弦，以及使用呼應手法的編曲方式。他的職業生涯中大部分是擔任作曲家，從四歲就開始學習彈奏鋼琴，他稱自己的搖滾樂風格受到古典音樂的影響，而他在擔任音樂製作人的成果上，在音樂界具有十足的信譽。現場表演時，樂團大部分會有成員切換樂器來演奏，如YOSHIKI會在爵士鼓和鋼琴間交換，SUGIZO會在吉他與小提琴間交換。並且也會播放預錄的弦樂、獨白和聲，以及一些hide生前錄下的歌聲和吉他音源。

## 視覺外型
| “                            | 當我們演奏很重、很激烈的音樂時，我反其道而行，加入一些女性化的特徵。當我們演奏抒情歌時，我卻是頂著高聳的怒髮。 | ” |
| ——YOSHIKI，英國《Dazed》雜誌 | |   |

X JAPAN的外型裝扮受到華麗搖滾影響，例如接吻樂團、大衛·鮑伊，以及日本歌舞伎劇場的傳統藝術啟發，以男性身份去扮演女性角色，甚至穿上女裝。因他們而開啟的視覺系風格中，該類型的音樂人至今仍然經常採用女性化的外觀和舞台服裝。作家約瑟芬·尹介紹說：「就像它的音樂一樣，X JAPAN的外型充滿了個人主義，TOSHI穿上肩線十分方正的金屬皮衣，看起來就像動畫《鋼彈》中的角色一樣，TAIJI的打扮既完美又華麗，PATA頹廢慵懶、低調的風格和威士忌酒瓶成為他的個人特色，而HIDE永遠吸引著觀眾目光。至於YOSHIKI整個人就像是一種悖論，能在傾刻之間令人瞠目結舌——以及在舞台上那種壯士斷腕般的暴風面向」。《泰晤士報》記者威爾·霍奇金森描述X JAPAN具有「皇后樂團般的宏大威儀，鐵娘子歇斯底里的重金屬音樂和複雜的古典音樂，所有元素都像一部音樂劇完美的綁在一起」。
他們早期外型特點是化很濃的妝、深色眼線和眼影、臉部彩繪和高聳的髮型，評論家形容為「摩天大樓般的頭髮」。YOSHIKI的樣子極具雙性性格，身上穿戴著蕾絲和珍珠。樂團成員使用的裝飾讓人想起華麗哥德（金屬飾品、十字）。他們的舞台體現了自然界的雙重性質：陽剛且男性化的重金屬歌曲、TOSHI高亢平衡的男高音歌聲，和YOSHIKI優雅的鋼琴演奏，舞台上的他經常會穿連身的女性身裙，並展現陰柔脆弱的姿態。
1995年，樂團發行第五張錄音室專輯《DAHLIA》之際，他們改變了表演造型、剪短頭髮、改穿更具搖滾風格的服裝。YOSHIKI在2010年的採訪中指出，拋棄強烈的妝容和極度華麗的服裝，其實是他們風格上的自然發展，但至今站上舞台時仍會化淡妝，「有時濃一點，有時淡一點」，他仍然認為X JAPAN是一支視覺系樂團。

## 影響力、開創性、成就與地位
美國MTV電視台形容X JAPAN是「日本歷史上最具影響力的樂團」、「文化／音樂／時尚運動的領導者之一」。美國《告示牌》雜誌表示，X JAPAN在90年代中期便贏得「日本有史以來最大的樂團」的地位，也是公認的視覺系創始者，他們在日本掀起巨大的音樂運動，類似於西方國家的華麗搖滾風潮，視覺系的命名來自於樂團最初的團名「X - Psychedelic Violence: Crime of Visual Shock（X ─ 迷幻狂暴：視覺衝擊之罪）」。2011年，YOSHIKI簡要描述了他們早期發起的音樂運動：
| “ | 當時我們組了團，卻不受任何地方接納，因為我們的音樂很重，穿著非常瘋狂的服裝、臉上也化誇張的妝，所以完全沒有地方容得下我們。但我們堅持做自己想做的，最終成為視覺系。但是視覺系更像是一種精神，它不是一種音樂風格，或者... 你懂的... 我認為這是一種坦率表達自己，擁有自由意識的一種『自由』，我相信視覺系就是主張這樣的精神。 | ” |

1998年，在樂團解散還不到一年時，吉他手hide意外身亡，美國《告示牌》雜誌的東京分部負責人史蒂夫·麥克魯宣布：「一個生命的結束，也代表一個時代的結束。X JAPAN是視覺系的始祖，對於下一代的樂團來說，這也代表火炬已經傳到你們的手上了」。
許多樂團和音樂人（通常是視覺系）都曾表示，受到X JAPAN的影響甚鉅，也非常崇仰他們。例如雅-miyavi-、Galneryus的成員Syu、the GazettE、Sadie的成員Mao、12012的成員川內　亨、LM.C的成員Maya、Flow、Unsraw的成員Yuuki、DJ Ozma、Dio – Distraught Overlord的成員Kei、Deadman的成員aie、Screw的成員Jin、DaizyStripper和五月天。凡爾賽宮的成員表示受到X JAPAN和月之海的影響，主唱KAMIJO說：「我認為日本音樂界中，沒有任何人不受他們影響」。LADIESROOM表示：「因為他們，搖滾在日本才能有一席之地」。月之海說：「他們對音樂的態度、激情，是我們的榜樣」。Dir en grey則說：「YOSHIKI讓我們這些下一代敢於夢想，如果說有一座我們都渴望能翻越的高山，X JAPAN就是那座山」。
同樣，Galneryus和Deluhi的吉他手Leda也說：「以前原本對音樂沒有特別興趣，直到有個朋友給我聽了X JAPAN和月之海。現在，X JAPAN的專輯已經是我的《聖經》了」。美國金屬音樂人、前麥加帝斯吉他手馬蒂·弗里德曼稱X JAPAN是日本最偉大的視覺系樂團和「史上最多才多藝的音樂性」，並指出樂團是使他逐漸親近日本搖滾樂的原因：「他們是日本最快最重的音樂，還有一絲抒情民謠搖滾的成分。他們的做法是對的，這讓我驚訝於『他們是怎麼辦到的』」。
樂評人有島博志表示：「他們的音樂特別快，他們的破壞力和侵略性是任何樂團都比不上的」。另一位樂評人增田勇一也說：「他們擁有一致的破壞性，勢不可擋，似乎不知道怎麼約束自己。X當時做的事情，我們從來都沒見識過，他們為一切都設立了榜樣。不僅改變了音樂，還改變了整個文化。他們挑戰保守的日本社會，為國民展示了一種全新的生存方式。其實，他們展開的是一場革命」。接吻樂團貝斯手吉恩·西蒙斯認為：「如果他們出生在英國或美國，用英語唱歌，也許會是世界上最偉大的樂團」。槍與玫瑰吉他手理查·福斯特對他們的評價是：「不同層級的搖滾巨星，超越了滾石樂隊、史密斯飛船或槍與玫瑰」。
樂團非常受到青少年中的叛逆族群歡迎，如《亞洲周刊》所說「他們受到X JAPAN的特立獨行吸引，並且對X JAPAN非常尊敬」。該周刊描述X JAPAN的音樂是「憤怒的聲音，拒絕服從日本的社會體制」。1998年，廣播電台及電視節目主持人布萊恩·路易斯說：「在日本，許多孩子正值叛逆期，而他們聽了X JAPAN之後，成為死忠樂迷，不僅穿得像他們一樣，還把樂團視為如空氣般重要的生存必需品」。在音樂紀錄片《全球金屬》中，YOSHIKI表示：「一開始，音樂圈、唱片公司和媒體全都討厭我們，我們就像害群之馬，沒人要採訪我們。但我們後來專輯銷量達到兩千萬張，所以，他們最後還是服氣了」。
X JAPAN是日本第一支打進美國市場的搖滾樂團。截至2016年，樂團共發行五張錄音室專輯，其中連續三張在公信榜奪下第一名。2007年，《滾石雜誌》將他們的出道專輯《BLUE BLOOD》列為日本史上百大搖滾專輯第15名。據該雜誌報導，樂團已售出超過三千萬張唱片。此外，他們只憑在東京巨蛋賣出的門票，就累積了一百萬張。
X JAPAN也是日本第一個在獨立音樂（地下音樂）圈內取得主流唱片市場商業成功的樂團。1990年，他們獲得第四屆日本金唱片大獎的「年度最佳新人大獎」。2003年，連鎖唱片行HMV將他們列為該年度的百大流行歌曲第40名。2010年，在日本公信榜的投票中，他們是「最喜愛的日本樂團」第3名。2010年，美國雜誌《Consequence of Sound》將X JAPAN列入「全球十五大最受樂迷崇拜的樂團」。2012年4月，他們贏得《左輪手槍》雜誌的「年度最佳國際樂團獎」。2013年1月17日，獲得Loudwire音樂獎的「最忠實粉絲獎」，2015年2月3日，再獲提名入圍。
此外，X JAPAN也在日本音樂產業之外擁有崇高地位。1999年，在日本政府的請託下，YOSHIKI為日本皇室創作歌曲，並在「慶祝天皇陛下即位十周年國民慶典」上彈奏了奉祝曲〈Anniversary〉。日本前首相小泉純一郎是X JAPAN的著名樂迷之一。小泉所屬自民黨，曾多次使用X JAPAN的歌曲〈FOREVER LOVE〉，作為國政選舉廣告的音樂，小泉最終也順利當選。2000年，小泉為樂團逝世的吉他手hide捐出祖產土地，在橫須賀建設一棟紀念博物館。

## 樂曲版權
X JAPAN自正式出道以來的原創樂曲共34首由多家唱片公司發行。最初是與CBS/SONY簽訂了唱片約和經紀約，可以說是由SONY包攬了當時的全部費用，因此在與SONY簽約期間發表的樂曲的著作權至今仍歸SONY方所有，現已被SONY的子公司Ki/oon唱片負責管理。SONY所有版權的樂曲包括專輯《BLUE BLOOD》的12首，《Jealousy》的10首，單曲〈STANDING SEX〉和〈SADISTIC DESIRE〉共24首，並且在與SONY的合約中還包括收錄的現場表演音源。在與SONY的合約期滿解除，體認到「自己的樂曲卻不能自由使用」，X JAPAN成立了「Excess 24」經紀公司，將之後全部的樂曲版權全部保留在自己這邊，且以後發行作品的唱片公司也只能在合約期間享有權利。在X JAPAN解散之後，YOSHIKI設立的經紀公司「Japan Music Agency」繼承了版權，YOSHIKI曾強烈地批判與SONY的合約「就好像自己的孩子被別人當做人質」。
1992年發表的華納子公司MMG Atlantic，在單曲〈TEARS〉發售後，MMG更名為「East West唱片」仍然是華納的廠牌。在X JAPAN末期與華納平行發行唱片的還有「寶麗多唱片」（屬「環球唱片」美國子公司）。在解散前YOSHIKI「為完成和華納與寶麗多簽訂的合約」，不得不企劃發售了一些現場專輯，以及《大麗花巡迴實況第二輯》和《1996年大麗花巡迴演唱會終點站現場實況》等錄影帶，而之後全部DVD化。1997年12月由「寶麗多唱片」發售的《BALLAD COLLECTION》中收錄了〈ENDLESS RAIN〉和〈SAY ANYTHING〉為SONY版權所有的原創音源的音樂，這樣一度使X JAPAN和SONY的關係陷入了險惡的境地。而事實上在與SONY合約解除後的數年，有SONY的關聯公司使用了〈X〉為廣告曲。
1999年2月由華納發行的《PERFECT BEST》中，由SONY保有版權的樂曲由現場演奏版替代、或者由在與SONY簽約前獨立廠牌錄音的版本替代，可以說，這是捲入唱片公司間利害關係中不得不採取的折衷辦法。2001年12月由環球唱片發表的《X JAPAN BEST FAN'S SELECTION》中，是一張包含SONY原創音源的精選輯。同時各樂團成員的經紀約，在X JAPAN解散之後全部由各成員自己所獨立的事務所負責，因此即使是再結成也是以保有各事務所的形式進行的活動。再結成之後X JAPAN的官方網站上載有各成員自己的網站，同時因為X JAPAN本身的官方網頁是由YOSHIKI方面進行全面管理，因此在外部連結上第一個便是「YOSHIKI Mobile」，同時載有YOSHIKI的各方面消息也佔了主體。

## 軼事
- X JAPAN與樂迷之間以「命運共同體」自許[159]。
- 演唱會必唱曲之一的〈紅〉，前奏結束主唱TOSHI高喊「紅！！」的時候，舞台固定會噴出大量的銀彩帶。
- 演唱會必唱曲之一的〈X〉，曲目進行到中間時，成員會固定和觀眾互動，齊聲高喊「We Are X」。通常是主唱TOSHI與YOSHIKI喊「We Are？」，然後觀眾會回應「X！」[160]。
- 在日本選拔高等學校野球大會和全國高等學校野球選手權大會（即甲子園）中，啦啦隊（即應援團）很常使用〈紅〉這首歌來替球員打氣[161]。
- X JAPAN的樂迷在演唱會現場是不會用手打拍子的。
- X JAPAN的五張專輯封面中，有三張只有YOSHIKI一個人。另外也有五張單曲封面只有YOSHIKI。
- Taiji曾經在2010以合作表演與X JAPAN同台表演，這是18年後再度與X JAPAN同台演出。而Yoshiki曾表示早把Taiji視為X JAPAN的一員，因此成員名單上一直有他。

## 歷年東京巨蛋演唱會紀錄
| 日期           | 演唱會命名                                 |
| 1991年8月23日  |                                            |
| 1992年1月5日   |                                            |
| 1992年1月6日   |                                            |
| 1992年1月7日   |                                            |
| 1993年12月30日 | 新型X第一彈～日本直擊跨年倒數～X JAPAN回歸 |
| 1993年12月31日 | 新型X第一彈～日本直擊跨年倒數～X JAPAN回歸 |
| 1994年12月30日 |                                            |
| 1994年12月31日 |                                            |
| 1995年12月30日 |                                            |
| 1995年12月31日 |                                            |
| 1996年12月30日 |                                            |
| 1996年12月31日 |                                            |
| 1997年12月31日 |                                            |
| 2008年3月28日  |                                            |
| 2008年3月29日  | （追加公演）                               |
| 2008年3月30日  |                                            |
| 2009年5月2日   |                                            |
| 2009年5月3日   |                                            |

## 世界巡迴演唱會記錄
| 日期           | 演唱會站次           | 舉行地點                               |  |
|                |                      |                                        |  |
| 2009年1月16日  | 香港                 | 亞洲國際博覽館                         |  |
| 2009年1月17日  | 香港                 | 亞洲國際博覽館                         |  |
|                |                      |                                        |  |
| 2009年5月2日   | 日本東京             | 東京巨蛋                               |  |
| 2009年5月3日   | 日本東京             | 東京巨蛋                               |  |
|                |                      |                                        |  |
| 2009年5月30日  | 臺灣台北             | 新北市立板橋體育場                     |  |
|                |                      |                                        |  |
| 2010年8月14日  | 日本橫濱             | 橫濱國際綜合競技場                     |  |
| 2010年8月15日  | 日本橫濱             | 橫濱國際綜合競技場                     |  |
|                |                      |                                        |  |
| 2010年9月25日  | 美国洛杉磯           | 維爾頓劇院                             |  |
| 2010年9月28日  | 美国加州奧克蘭       | 福克斯劇院                             |  |
| 2010年10月1日  | 美国西雅圖           | 派拉蒙劇院                             |  |
| 2010年10月3日  | 加拿大溫哥華         | 伊利莎白女王劇院                       |  |
| 2010年10月6日  | 美国芝加哥           | 里維埃拉劇院                           |  |
| 2010年10月7日  | 加拿大多倫多         | 梅西音樂廳                             |  |
| 2010年10月10日 | 美国紐約             | 羅斯蘭舞廳                             |  |
|                |                      |                                        |  |
| 2011年6月28日  | 英国倫敦             | 牧人布什帝國劇場                       |  |
| 2011年7月1日   | 法國巴黎             | 巴黎天頂體育館                         |  |
| 2011年7月2日   | 荷蘭烏特勒支         | 蒂沃利音樂廳                           |  |
| 2011年7月4日   | 德国柏林             | Columbiahalle音樂廳                    |  |
|                |                      |                                        |  |
| 2011年9月9日   | 智利聖地亞哥         | 考波利坎劇院                           |  |
| 2011年9月11日  | 巴西聖保羅           | HSBC Brasil(现名Tom Brasil)            |  |
| 2011年9月14日  | 阿根廷布宜諾斯艾利斯 | Teatro Colegiales(现名Teatro Vorterix) |  |
| 2011年9月16日  | 秘魯利馬             | Scencia Hall                           |  |
| 2011年9月18日  | 墨西哥墨西哥市       | Circo Volador                          |  |
|                |                      |                                        |  |
| 2011年10月28日 | 首爾                 | 奧林匹克體操競技場                     |  |
| 2011年10月30日 | 中国大陆上海         | 上海體育館                             |  |
| 2011年11月4日  | 香港                 | 亞洲國際博覽館                         |  |
| 2011年11月6日  | 臺灣台北             | 台北世貿中心南港展覽館                 |  |
| 2011年11月8日  | 泰國曼谷             | IMPACT展覽館                           |  |
|                |                      |                                        |  |
| 2014年9月30日  | 日本橫濱             | 橫濱體育館                             |  |
| 2014年10月1日  | 日本橫濱             | 橫濱體育館                             |  |
|                |                      |                                        |  |
| 2014年10月11日 | 美国紐約             | 麥迪遜廣場花園                         |  |
|                |                      |                                        |  |
| 2015年11月28日 | 日本石卷市           | 石卷BLUE RESISTANCE                    |  |
| 2015年12月1日  | 日本橫濱             | 橫濱體育館                             |  |
| 2015年12月2日  | 日本橫濱             | 橫濱體育館                             |  |
| 2015年12月3日  | 日本橫濱             | 橫濱體育館                             |  |
| 2015年12月4日  | 日本橫濱             | 橫濱體育館                             |  |
| 2015年12月7日  | 日本大阪             | 大阪城音樂廳                           |  |
| 2015年12月9日  | 日本福岡             | 福岡會展中心                           |  |
| 2015年12月11日 | 日本廣島             | 廣島縣立總合體育館                     |  |
| 2015年12月14日 | 日本名古屋           | 名古屋市總合體育館                     |  |
| 2015年12月15日 | 日本名古屋           | 名古屋市總合體育館                     |  |
|                |                      |                                        |  |
| 2017年3月4日   | 英国倫敦             | 溫布利體育館                           |  |
|                |                      |                                        |  |
| 2017年7月11日  | 日本大阪             | 大阪城音樂廳                           |  |
| 2017年7月12日  | 日本大阪             | 大阪城音樂廳                           |  |
| 2017年7月14日  | 日本橫濱             | 橫濱體育館                             |  |
| 2017年7月15日  | 日本橫濱             | 橫濱體育館                             |  |
| 2017年7月16日  | 日本橫濱             | 橫濱體育館                             |  |
| 2017年7月17日  | 日本橫濱             | 橫濱體育館                             |  |
|                |                      |                                        |  |
| 2018年4月10日  | 日本東京             | Zepp DiverCity（Tokyo）                |  |
| 2018年4月11日  | 日本東京             | Zepp DiverCity（Tokyo）                |  |
|                |                      |                                        |  |
| 2018年9月28日  | 日本千葉市           | 幕張展覽館                             |  |
| 2018年9月29日  | 日本千葉市           | 幕張展覽館                             |  |
| 2018年9月30日  | 日本千葉市           | 幕張展覽館                             |  |

## NHK紅白歌合戰出場紀錄
|   | 年度/放送回                | 曲目                                                          | 出演順序 | 對戰歌手         |
| - | -------------------------- | ------------------------------------------------------------- | -------- | ---------------- |
| 1 | 1991年（平成3年）／第42回  | SILENT JEALOUSY                                               | 11／28   | 原由子           |
| 2 | 1992年（平成4年）／第43回  | 紅                                                            | 16／28   | DREAMS COME TRUE |
| 3 | 1993年（平成5年）／第44回  | TEARS                                                         | 01／26   | 久寶留理子       |
| 4 | 1994年（平成6年）／第45回  | RUSTY NAIL                                                    | 18／25   | 工藤静香         |
| 5 | 1997年（平成9年）／第48回  | FOREVER LOVE                                                  | 17／25   | 小林幸子         |
| 6 | 2015年（平成27年）／第66回 | 紅白特別組曲 〜 We are X ! 〜 (FOREVER LOVE／BORN TO BE FREE) | 22／26   | MISIA            |
| 7 | 2016年（平成28年）／第67回 | 紅                                                            | 20／23   | 松田聖子         |
| 8 | 2017年（平成29年）／第68回 | ENDLESS RAIN 2017 紅白特別組曲 (ENDLESS RAIN／紅)             | 17／22   | Perfume          |

## 作品
| - Vanishing Vision（1988年4月14日） - BLUE BLOOD（1989年4月21日） - Jealousy（1991年7月1日） - ART OF LIFE（1993年8月25日） - DAHLIA（1996年11月4日） - I'LL KILL YOU （1985年6月） - オルガスム （1986年4月） - （1989年9月） - ENDLESS RAIN （1989年12月） - WEEK END （1990年4月） - SILENT JEALOUSY （1991年9月） - STANDING SEX／JOKER （1991年10月） - SAY ANYTHING （1991年12月） - TEARS （1993年11月） - RUSTY NAIL （1994年7月） - （1995年8月） - （1995年12月） - DAHLIA （1996年2月） - FOREVER LOVE （1996年7月） - CRUCIFY MY LOVE （1996年8月） - SCARS （1996年11月） - FOREVER LOVE (Last Mix)（1997年12月） - THE LAST SONG （1998年3月） - I.V. （2008年1月） - SCARLET LOVE SONG -BUDDHA Mix- （2011年6月） - JADE （2011年6月） - BORN TO BE FREE （2015年11月） - ANGEL （2023年7月） | - （1995年1月1日） - （1997年10月15日） - （1997年11月5日） - （1998年1月21日） - （1998年3月18日） - （2001年5月30日） - （1988年8月） - （1989年6月1日） - （1989年12月31日） - VISUAL SHOCK Vol. 2.5 CELEBRATION （1990年9月1日） - （1991年9月30日） - （1991年12月21日） - （1992年11月1日） - （1995年1月1日） - （1997年1月1日） - （1997年3月5日） - （1997年10月29日） - （2001年10月24日） - （2002年3月29日） - （2003年9月24日） - （2007年7月25日） - （2007年7月25日） - （2008年2月29日） - （2008年2月29日） - （2010年9月6日） - （2011年10月26日） - （2011年12月21日） - WE ARE X：X JAPAN重生之路 （2016年1月23日） |

## 歷年成員變化
- 粗體字為主要成員，括弧號內是本名。

| 期間                   | 鼓手         | 主唱       | 吉他手      | 吉他手     | 貝斯手       | 吉他手（第六人） |
| ---------------------- | ------------ | ---------- | ----------- | ---------- | ------------ | ---------------- |
| 1982年－1983年         | YOSHIKI （） | TOSHI （） | TERRY （）  | －         | ATSUSHI （） | －               |
| 1984年－1985年5月      | YOSHIKI （） | TOSHI （） | TERRY （）  | TOMO （）  | ATSUSHI （） | －               |
| 1985年6月－1985年9月   | YOSHIKI （） | TOSHI （） | TERRY （）  | EDDIE （） | ATSUSHI （） | －               |
| 1985年10月－1985年11月 | YOSHIKI （） | TOSHI （） | HALLY （）  | －         | TAIJI （）   | －               |
| 1985年11月－1985年12月 | YOSHIKI （） | TOSHI （） | JUN （）    | －         | TAIJI （）   | －               |
| 1985年12月－1986年1月  | YOSHIKI （） | TOSHI （） | ZEN （）    | －         | HIKARU （）  | －               |
| 1986年1月－1986年10月  | YOSHIKI （） | TOSHI （） | JUN （）    | －         | HIKARU （）  | －               |
| 1986年11月－1986年12月 | YOSHIKI （） | TOSHI （） | KERRY （）  | －         | TAIJI （）   | －               |
| 1986年12月－1987年1月  | YOSHIKI （） | TOSHI （） | SATORU （） | －         | TAIJI （）   | －               |
| 1987年1月－1987年2月   | YOSHIKI （） | TOSHI （） | ISAO （）   | －         | TAIJI （）   | －               |
| 1987年2月－1992年1月   | YOSHIKI （） | TOSHI （） | HIDE （）   | PATA （）  | TAIJI （）   | －               |
| 1992年8月－1997年12月  | YOSHIKI （） | TOSHI （） | HIDE （）   | PATA （）  | HEATH （）   | －               |
| 1998年1月－2007年10月  | 解散         | 解散       | 解散        | 解散       | 解散         | 解散             |
| 2007年10月－2009年4月  | YOSHIKI （） | TOSHI （） | HIDE （）   | PATA （）  | HEATH （）   | －               |
| 2009年5月－2018年9月   | YOSHIKI （） | TOSHI （） | HIDE （）   | PATA （）  | HEATH （）   | SUGIZO （杉原有音）      |

### 大魔神五人組
早期會在演出中成員互換演奏位置，表演T. Rex的名曲〈20th Century Boy〉，這時稱為「大魔神五人組」
- 主唱：HIDE，舞台名：「Robo」
- 鼓手：TOSHI，舞台名：「Ochaluchan」
- 吉他手：YOSHIKI，舞台名：「Jon」
- 吉他手：TAIJI，舞台名：「Himalayan」
- 貝斯手：PATA，舞台名：「González」

## 引用
X JAPAN MusicJapanPlus Database | 艺人资料库（页面存档备份，存于）（英文）